# نوربرت والتر-بوریانس
نوربرت والتر بوریانس (متولد ۱۷ سپتامبر ۱۹۵۲) اقتصاددان آلمانی و سیاستمدار عضو حزب سوسیال دموکرات (SPD) است که از سال ۲۰۱۹ به عنوان رهبر حزب سوسیال دموکرات (بطور مشترک با زاسکیا اسکن) به خدمت مشغول است. وی از سال ۲۰۱۰ تا ۲۰۱۷ به عنوان وزیر دارایی ایالت فدرال نوردراین-وستفالن خدمت کرد.

## سنین جوانی و تحصیل
والتر بوریانس پسر یک نجار بود که در سال ۱۹۵۲ در شهر کرفلد در آلمان غربی متولد شد و در دانشگاه بن در رشته اقتصاد تحصیل کرد و مدرک دکترای خود را از این دانشگاه اخذ کرد.

## زندگی سیاسی
از سال ۱۹۹۱ تا ۱۹۹۸، والتر بوریانس به عنوان سخنگوی دولت ایالت نوردراین-وستفالن مشغول به کار بود.
از سال ۲۰۱۰ تا ۲۰۱۷ وی به عنوان وزیر امور مالی ایالت نوردراین-وستفالن خدمت کرد. در این سمت، وی یکی از نمایندگان ایالت در بوندسرات بود و در این مجمع در کمیته مالی به فعالیت پرداخت.
در مذاکرات تشکیل یک ائتلاف بزرگ از حزب دموکرات مسیحی توسط صدراعظم آنگلا مرکل (از حزب CDU همراه با CSU بایرن) با حزب سوسیال دموکرات پس از انتخابات فدرال ۲۰۱۳، والتر بوریانس عضو هیئت سوسیال دموکرات‌ها در کارگروه سیاست‌های مالی و بودجه ملی، به رهبری ولفگانگ شوئبل و اولاف شولز با حزب اتحادیه به مذاکره پرداخت.
والتر بوریانس همراه با زاسکیا اسکن نامزدی خود را برای انتخابات رهبری حزب سوسیال دموکرات آلمان در سال ۲۰۱۹ اعلام کرد. کاندیداتوری این دو نفر کمی بعد توسط شعبه حزب سوسیال دموکرات در ایالت نوردراین وستفالن که بزرگترین شعبه حزب سوسیال دموکرات را داراست مورد تأیید قرار گرفت. همچنین سازمان جوانان حزب سوسیال دموکرات و رهبر آن کوین کوهنرت که حدود ۸۰٬۰۰۰ نفر از ۴۳۰٬۰۰۰ عضو حزب را تشکیل می‌دهد کاندیداتوری وی را تأیید کردند. والتر بوریانس سرانجام در انتخابات درون حزبی بطور مشترک با زاسیکا اسکن به رهبری حزب سوسیال دموکرات آلمان دست پیدا کرد.